# نسبة الالتفافية

محرك توربيني مروحي له نسبة التفافية منخفضة
Low bypass turbofan, يستخدم مروحة صغيرة في المقدمة لسحب كمية هواء قليلة حول قلب المحرك و كمية أكبر داخله.
يتكون من مروحة Impeller تسحب الهواء و ضاغط محوري متعدد المراحل حيث المراحل الأولية للضغط المنخفض والمراحل التالية للضغط المرتفع, كذلك التربينة, و تتصل مرحلة الضغط المنخفض من الضاغط بمثيلتها في التربينة بواسطة عمود دوران خاص بهما وكذلك مراحل الضغط المرتفع من الضاغط تتصل بمثيلتها في التربينة بواسطة عمود دوران خاص بهما.
Fan: المروحة.
Low pressure compressor:ضاغط الضغط المنخفض (مرحلة الضغط المنخفض من الضاغط).
High pressure compressor:ضاغط الضغط المرتفع (مرحلة الضغط المرتفع من الضاغط).
Low pressure turbine: تربينة الضغط المنخفض.
High pressure turbine: تربينة الضغط المرتفع.
Low pressure shaft: عمود دوران الضغط المنخفض.
High pressure shaft:عمود دوران الضغط المنخفض.
Combustion Chamber: غرفة الاحتراق.
Nozzle: فوهة (هي فوهة قلب المحرك الفوهة الساخنة حيث تخرج غازات العادم أما الفوهة الباردة فهي نهاية مسار الهواء الملتف حول قلب المحرك).

محرك توربيني مروحي له نسبة إلتفافية مرتفعة
High bypass turbofan, يستخدم مروحة كبيرة في المقدمة لدفع كمية هواء أكبر حول قلب المحرك

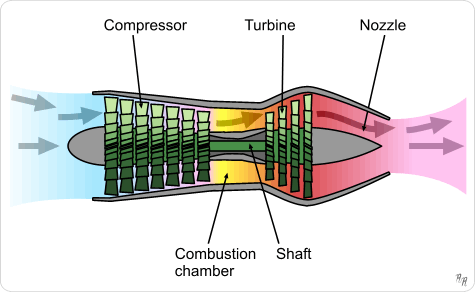
محرك نفاث توربينيturbo jet engine, نسبة الإلتفافية له صفر, كل الهواء يدخل إلي قلب المحرك

تعرف نسبة الالتفافية (بالإنجليزية: Bypass ratio)‏ للمحرك التوربيني المروحي (بالإنجليزية: Turbofan engine)‏ بأنها النسبة بين معدل سريان كتلة الهواء المسحوبة بواسطة مروحة المحرك لتمر حول قلب المحرك إلى نسبة الهواء التي تدخل إلي قلب المحرك حيث تتواجد الأجزاء الدوارة وغرفة الاحتراق.

على سبيل المثال إذا كانت نسبة الالتفافية 1:10 فإن هذا معناه أن 10 كغم من الهواء مرت حول قلب المحرك بينما دخل إلي القلب 1 كغم من الهواء.

تساهم كتلة الهواء الباردة التي التفت حول المحرك وخرجت من فوهة في مسار منفصل تسمي بالفوهة الباردة (بالإنجليزية: Cold nozzle)‏ لتختلط مع غازات العادم القادمة من قلب المحرك وتخرج من فوهة خاصة بها تسمى بالفوهة الساخنة (بالإنجليزية: Hot nozzle)‏ مع كتلة غازات العادم الخارجة من قلب المحرك في إنتاج القوة الدافعة للمحرك.

نتيجة مساهمة كمية الهواء البارد الملتف حول قلب المحرك والمسحوب بواسطة المروحة في مقدمة المحرك في زيادة قوة الدفع للمحرك فإن هذا بالتالي يؤدي إلى خفض كمية الهواء الداخل لقلب المحرك وبالتالي خفض الاستهلاك النوعي للوقود بالنسبة لقوة الدفع المنتجة.

إذاً فإن خفض استهلاك الوقود يصحب نسبة الالتفافية المرتفعة التي تكون في المحركات التوربينية ذات مروحة الدفع (بالإنجليزية:  Turboprops)‏ المستخدمة لمروحة دافعة (بالإنجليزية:  propeller )‏ فضلا عن المحركات التوربينية المروحية (بالإنجليزية: Turbofan)‏ المستخدمة لمروحة مغلقة أي محاطة بغلاف (بالإنجليزية:  Enclosed fan)‏.

تستخدم المحركات ذات نسبة الالتفافية المرتفعة في الأغراض المدنية في طائرات نقل الركاب وأيضا في طائرات النقل العسكرية.

تستخدم الطائرات العسكرية المقاتلة محركات ذات نسبة التفافية منخفضة(بالإنجليزية: Low bypass Engines)‏ لتوازن بين اقتصادية استهلاك الوقود ومتطلبات الطائرة للقتال مثل:
- نسب قدرة إلى وزن مرتفعة (بالإنجليزية: high power-to-weight ratios)‏.
- أداء الطائرة عند السرعات فوق صوتية(بالإنجليزية: supersonic performance)‏ حيث يحتاج لزيادة معدل الغازات المحترقة للحصول على طاقة أكبر لزيادة قوة دفع الطائرة ولذلك تزيد كمية الهواء الداخلة لقلب المحرك عن كمية الهواء الملتفة.
- القدرة على استخدام حارق إضافي للغازات بعد التربينة(بالإنجليزية: Afterburner)‏ لزيادة قوة الدفع؛ وبالتالي زيادة سرعة الطائرة.

وكل ذلك يتناسب مع المحركات ذات نسبة الالتفافية المنخفضة.

## مبادئ العمل
في المحركات النفاثة حيث نسبة الالتفافية تساوي صفر (بالإنجليزية: Turbojet engine)‏, كل الهواء يدخل إلي قلب المحرك حيث يتم رفع ضغطه ثم توجيهه إلى غرفة الاحتراق حيث يخلط بالوقود ثم الاشتعال لرفع إنثالبي الخليط ثم يدخل علي التربينة لتستخرج منه كمية الشغل اللازمة لإدارة الضاغط ثم يخرج منه إلى فوهة دفع (بالإنجليزية: propelling nozzle)‏ حيث تتحول الطاقة المتبقية في غازات العادم إلى طاقة حركة فتخرج من الفوهة بسرعة مرتفعة مولدة قوة الدفع للطائرة.

أما في المحركات التي لها نسبة التفافية؛ يدخل جزء من الهواء إلى قلب المحرك بواسطة مروحة، وجزء أخر يلتف حول قلب المحرك، وتنتج التربينة هنا شغل أكبر من حالة المحركات التي فيها نسبة الالتفافية تساوي صفر، حيث تعمل التريبنة هنا على إدارة الضاغط بالإضافة إلي مروحة دفع الهواء في مقدمة المحرك.

وتساهم كمية الهواء الملتفة بنسبة أكبر في إنتاج قوة الدفع عن غازات العادم الخارجة من الفوهة الساخنة في حالة المحركات ذات نسبة التفافية مرتفعة والعكس يحدث في حالة المحركات ذات نسبة التفافية منخفضة.

محرك توربيني ذو مروحة دافعة turboprop
Propeller: مروحة دافعة للهواء لزيادة قوة الدفع للمحرك.
Gearbox:صندوق تروس لنقل الحركة إلى مروحة الدفع.

تتشابه تصاميم المحركات التوربينية المروحية حيث تقتصر وظيفة المروحة علي سحب الهواء للداخل (بالإنجليزية: Turbofan)‏ بشكل قريب مع المحركات التوربينية ذات المروحة الدافعة (بالإنجليزية: Turboprop)‏ حيث تستخدم مروحة دافعة للهواء لزيادة قوة الدفع.

تعتبر المحركات التوربينية المروحية مرحلة متوسطة من حيث إنتاج قوة الدفع بين المحركات النفاثة التوربينية (بالإنجليزية: Turbojet Engines)‏ التي تنتج معظم الدفع لها من غازات العادم نسبة الالتفاف لها صفر والمحركات التوربينية ذات المروحة الدافعة حيث تستخدم غازات العادم لإنتاج جزء قليل من الدفع اللازم لها نسبة التفاف عالية يبلغ 10% أو أقل.

للمحركات التي لها نسبة التفافية سرعتين لخروج الغازات، الأولي هي سرعة غازات العادم الخارجة من قلب المحرك، والثانية هي سرعة الهواء الملتف الخارج من المسار الأنبوبي حول قلب المحرك.

## وصف المحركات المختلفة
تعتبر المحركات التوربينية النفاثة (بالإنجليزية: Turbojet)‏ غير فعالة نسبيا طبقا لدورة برايتون, حيث تحول الطاقة الحرارية الناتجة من حرق خليط الوقود والهواء إلى طاقة حركة بشكل مباشر من خلال فوهة تمدد لتعطي غازات الخروج سرعة مرتفعة لدفع الطائرة الغرض الأساسي للمحرك دون استخدام الطاقة الحرارية في إنتاج أي طاقة ميكانيكية.

و تستخدم وحدة كيلو نيوتن لقياس القدرة الخارجة من المحرك التوربيني النفاث.
أما المحركات التوربينية المروحية(بالإنجليزية: Turbofans)‏ فتعتبر فعالة طبقا لدورة برايتون، حيث تحول تربينتها الطاقة الحرارية الموجودة في خليط الوقود والهواء إلي طاقة ميكانيكية لعمود دوران.

الفرق الأساسي بين المحركات التوربينية النفاثة والمحركات التوربينية المروحية هو أن المحركات التوربينية النفاثة صٌممت تربينتها بحيث تستخرج جزء بسيط من الطاقة الحرارية المتاحة لإدارة الضاغط دون خروج أي طاقة ميكانيكية أخرى وتخرج غازات العادم مرتفعة الضغط ودرجة الحرارة والسرعة لإنتاج قوة الدفع.

العكس يحدث بالنسبة لتربينة المحركات التوربينية المروحية حيث صٌممت بمراحل أكثر لتحويل جزء أكبر من الطاقة الحرارية لطاقة ميكانيكية لإدارة الضاغط والمروحة، وتخرج غازات العادم هنا من التربينة منخفضة الضغط ودرجة الحرارة والسرعة أي أن قوة الدفع من هذه الغازات ستكون منخفضة لكن يعوضها قوة الدفع الناتجة عن الهواء الملتف حول قلب المحرك، عكس المحركات التوربينية النفاثة.
فقط القيود المرتبطة بالوزن والمواد من حيث قيم الإجهادات المسموح بها ونقطة الانصهار للمعدن تقلل كفاءة تحويل الطاقة الحرارية على طاقة ميكانيكية في المحركات التوربينية المروحية، ولذلك تبقي بعض الطاقة في غازات العام لتستخرج.

كل مرحلة(عضو ثابت + عضو دوار) يتم إضافتها إلي التربينة تسترجع جزء بسيط من الطاقة الميكانيكية بالنسبة للوزن، كما أن زيادة نسبة الانضغاط للمحرك بإضافة مرحلة للضاغط لزيادة الكفاءة الكلية تؤدي إلى زيادة درجة حرارة التربينة، ومع ذلك فإن المحركات مرتفعة نسبة الالتفافية يكون لها كفاءة دفع (بالإنجليزية: Propulsive efficiency)‏ مرتفعة حيث يخرج منها حجم كبير من الهواء بسرعة مرتفعة وبالتالي بسبب كتلة الهواء الكبيرة وسرعته المرتفعة يحدث تغير كبير في كمية الحركة و قوة الدفع (حاصل ضرب كتلة الهواء في الفرق بين سرعة الخروج والدخول من المحرك).

## نسب الالتفاف لمحركات مختلفة

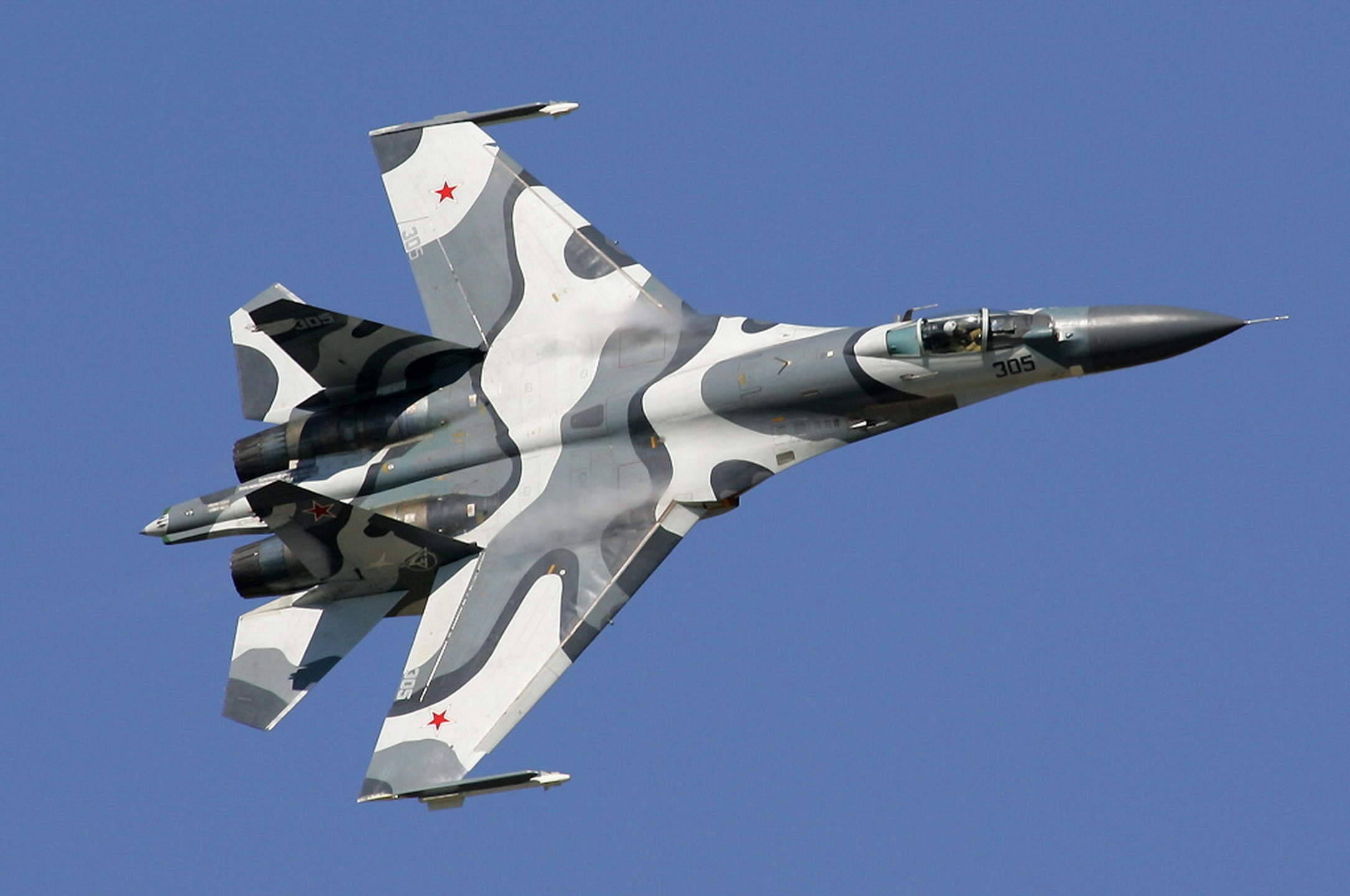
طائرة سوخوي Su-27 المقاتلة

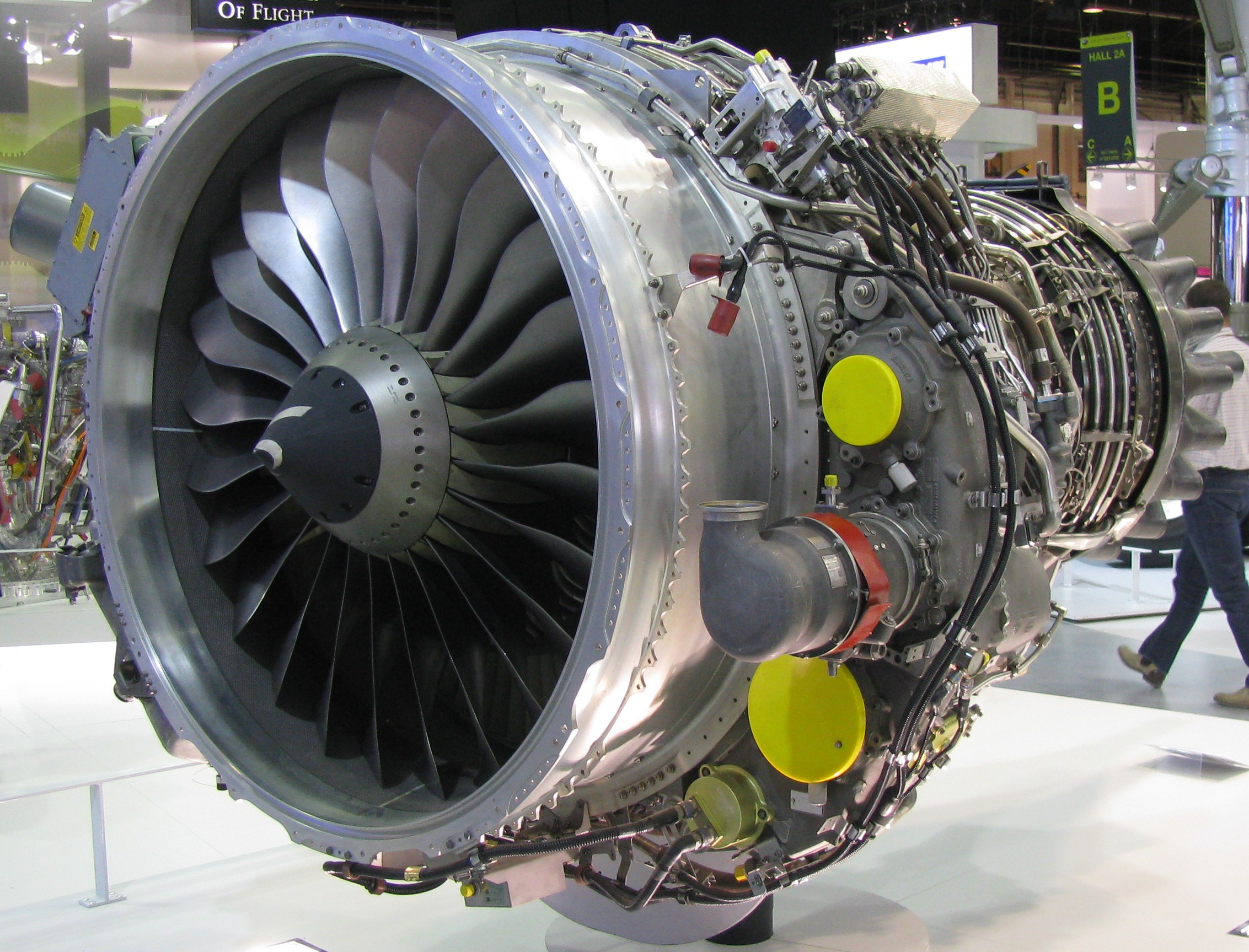
محرك باور جت سام 146 (محرك توربيني مروحي) في معرض باريس للطيران عام 2011

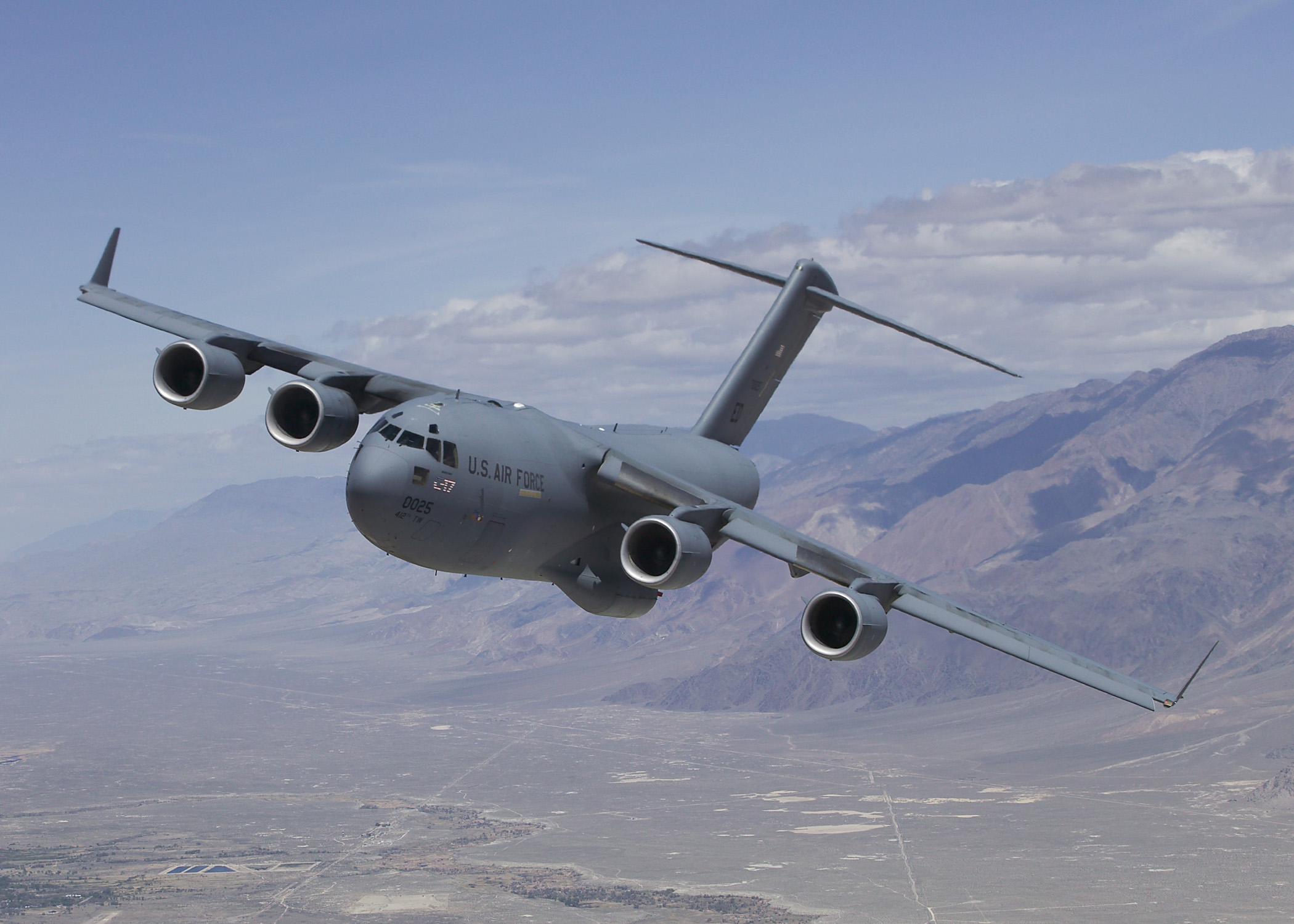
بوينغ سي-17 جلوب ماستر 3

المحركات التوربينية المروحية التي لم تذكر هنا يكون لها نسب التفاف مختلفة.
| المحرك                                          | الاستخدام الأساسي                                                                   | نسبة الالتفاف |
| ----------------------------------------------- | ----------------------------------------------------------------------------------- | ------------- |
| رولز رويس/سنيكما أوليمبس 593(محرك توربيني نفاث) | طائرة كونكورد                                                                       | 0.1           |
| سنيكما M88                                      | طائرة رافال                                                                         | 0.30:1        |
| جينرال إليكتريك F404                            | طائرات: F/A-18 هورنت, T-50 النسر الذهبي، لوكهيد F117 , جرومان X-29, روك ويلMBB X-31 | 0.34:1        |
| برات أند ويتني F100                             | طائرات: جينرال دايناميكس F-16, ماكدونيل دوغلاس F-15                                 | 0.36:1        |
| إيروجيت Ej200                                   | طائرة يوروفايتر تايفون                                                              | 0.4:1         |
| كليموف RD33                                     | طائرات: ميكويان ميج-29، إليوشن Il-102                                               | 00.49:1       |
| ساتيرن AL-31                                    | طائرات: سوخوي Su-27 وSu-30، تشنغدو J-10                                             | 0.95:1        |
| برات أند ويتني jT8d                             | طائرات: ماكدونل دوغلاس دي سي-9 وماكدونل دوغلاس إم دي-80، بوينغ 727 و737             | 0.96:1        |
| كوزنيتسوف NK-32                                 | طائرة توبوليف Tu-160                                                                | 1.4:1         |
| رولز رويس تاي                                   | طائرات: جولف ستريم الرابعة، فوكر 70 وفوكر 100                                       | 3.1:1         |
| باورجت سام 146                                  | طائرة سوخوي سوبر جت 100                                                             | 4.43:1        |
| رولز رويس RB-211                                | طائرة لوكهيد L-1011 تري ستار                                                        | 4.8:1         |
| بروجرس D436                                     | طائرات: ياكوفليف ياك-42 , بيريف BE-200, أنتونوف An-148                              | 4.91:1        |
| برات أند ويتني JT9D                             | طائرات: بوينغ 747 و 767، أير باص A-310، ماكدونل دوغلاس دي سي-10                     |               |
| بروجرس D-18T                                    | طائرات: أنتونوفAn-124 رسلان، أنتونوف An-225 مريا                                    | 5.6:1         |
| برات أند ويتنيPW2000                            | طائرات: بوينغ 757 و بوينغ سي-17 جلوب ماستر 3                                        | 5.9:1         |
| جنرال إليكتريك TF39                             | طائرة لوكهيد C-5 جلاكسي                                                             | 8:1           |
| رولز رويس ترنت 900                              | طائرة أير باص A-380                                                                 | 8.7:1         |
| جنرال إليكتريك GE90                             | طائرة بوينغ 777                                                                     | 8.4-9:1       |
| رولز رويس XWB                                   | طائرة أير باص A-380xwb                                                              | 9.3:1         |
| جنرال إليكتريك GENX                             | طائرات: بوينغ 8-747, بوينغ 787                                                      | 9.6:1         |
| رولز رويس ترنت 1000                             | طائرة بوينغ 787                                                                     | 10:1          |
| برات أند ويتني PW1000G                          | طائرات: بومباردير-السلسة C, أير باص A320neo                                         | 12:1          |
| برات أند ويتني كندا PT6/Pw100                   | طائرات: بيتش كرافت سوبر كينج أير, TR 72                                             |               |